# Demoralisering
Demoralisering är en process i psykologisk krigföring för att bryta ned motståndarnas stridsmoral, för att förmå dem till kapitulation, desertering eller reträtt.
Processer för demoralisering kan innehålla attacker som strategisk bombning och krypskytte, mindre dödliga vapen, eller propaganda.